# Песко, Мануэла
Мануэла Лаура Песко (нем. Manuela Laura Pesko; род. 19 сентября 1978 года, Кур, Швейцария) — швейцарская сноубордистка, выступавшая в хафпайпе.
- Участница Зимних Олимпийских игр 2006 (7 место) и 2010 (25 место);
- Чемпионка мира в хафпайпе (2007);
- Серебряный призёр Чемпионата мира в хафпайпе (2005);
- Бронзовый призёр Общего зачёта Кубка мира по сноуборду (2005/2006);
- 4-кратная обладательница малого Кубка мира по сноуборду в хафпайпе (2002/2003, 2005/2006, 2006/2007, 2007/2008);
- Серебряный призёр зачёта Кубка мира по сноуборду в хафпайпе;
- Обладательница Кубка Европы по сноуборду в хафпайпе (2006/2007);
- 13-кратная победительница и многократный этапов Кубка мира в хафпайпе;
- 2-кратная победительница и многократный призёр этапов Кубка Европы в хафпайпе;
- 3-кратная чемпионка Швейцарии в хафпайпе (2004, 2006, 2007);
- Бронзовый призёр чемпионата Швейцарии в сноуборд-кроссе (2004).

## Биография
Начала заниматься сноубордингом в 1992 году. В 1995 году заняла 20 место на юниорском чемпионате Швейцарии.
22 ноября 1997 года дебютировала на этапах Кубка мира в дисциплине гигантский слалом и заняла 50-е место. После этого, Мануэла решила попробовать дисциплину хафпайп. После побед и призовых мест на швейцарских соревнованиях, решила сосредоточиться на выступлениях на пайпе. Дебют в Кубке мире в данной дисциплине состоялся 18 ноября 2000 года во французском местечке Тинь (12 место). На первом, для Мануэлы, Чемпионате мира 2001 она заняла 39 место.
Первый успех пришёл в сезоне 2002/2003, в котором Мануэла выиграла малый Хрустальный глобус (Кубок мира) в хафпайпе. После этого она выигрывала данный трофей трижды и поэтому является единственной 4-кратной обладательницей малого Хрустального глобуса в хафпайпе.
В 2005 году Мануела выиграла «серебро» Чемпионата мира 2005 в хафпайпе, уступив только более опытной и титулованной француженке Дориан Видаль. А спустя два года, она выиграла звание чемпионки мира в хафпайпе.
Выступала на двух зимних Олимпиадах: 2006 (7 место) и 2010 (25 место).
30 октября 2008 года заявила о завершении спортивной карьеры, однако 7 декабря 2009 года сказала, что последним стартом в её спортивной карьере станет Олимпиада 2010 в Ванкувере.